# Stenmåra
Stenmåra (Galium saxatile) är en växtart i familjen måreväxter.